# Christian Bromberger
Pour les articles homonymes, voir Bromberger.
Christian Bromberger, né en 1946, est un ethnologue français, professeur émérite à l’Université d'Aix-Marseille, où il a créé l’IDEMEC (Institut d’ethnologie méditerranéenne et comparative), et ancien directeur de l’IFRI (Institut français de recherche en Iran). 
Il est l’auteur de travaux sur la Provence, sur l’Iran, et en particulier sur la province du Gilan, sur la passion populaire pour le football et sur la gestion sociale et culturelle de la pilosité. Il préside l’association Germaine Tillion.

## Biographie
Né en 1946, Bromberger est agrégé de lettres classiques (1968), diplômé du Centre de Formation à la Recherche Ethnologique (1969), habilité à diriger des recherches en ethnologie (1990). Professeur au lycée Pothier d'Orléans (1968-1970), assistant, maître-assistant, maître de conférences, puis professeur (1993) d’ethnologie à l'Université d'Aix-Marseille, directeur de l’Institut français de recherche en Iran (2006-2008), il a été professeur invité dans plusieurs universités étrangères. Il est fondateur et membre de l’IDEMEC, membre associé de l’équipe (CNRS) « Monde iranien » (Paris) et du « Centre d’études franco-russe » (Moscou)[réf. nécessaire]. 
Il a dirigé, au fil de sa carrière, 35 thèses sur la Provence, sur l’Iran, sur d’autres régions du monde et sur des thèmes d’ethnologie générale[réf. nécessaire]. Il est ou a été membre de comités de rédaction de revues dont Ethnologie Française, Terrain, L'Homme, Le Monde alpin et rhodanien, Ethnologies (Québec), Anthropology of the Middle East (Téhéran-Berlin), Etnografica (Lisbonne), Lancillotto e Nausica (Rome), Football(s). Histoire, culture, économie, société. Il a effectué de nombreuses missions de recherche en Iran où il a formé le projet et contribué à la création du Musée du patrimoine rural du Gilân. Il a, par ailleurs, présidé le Conseil du Patrimoine Ethnologique du Ministère de la Culture (janvier 1998-décembre 2001), le jury du concours de l'École nationale du patrimoine (2000-2001)[réf. nécessaire].
Ses travaux de recherche (280 publications environ : livres, articles, contributions à des ouvrages collectifs) portent sur la Provence, sur l’Iran (en particulier la province du Gilân), sur le football,, etc. Il interroge en particulier la ritualité du match de football.
Christian Bromberger a été membre senior de l’Institut universitaire de France (1995-2005), est membre d’honneur de l’Union internationale des sciences ethnologiques et anthropologiques (IUAES) (depuis 2009). Il a reçu le prix du « Bistrot des ethnologues » (1996) pour Le match de football, un des prix de la Société de géographie (2014) pour Un autre Iran. Un ethnologue au Gilân, le grand prix littéraire de Provence pour l’ensemble de son œuvre (2014)[réf. nécessaire].

## Principales publications (livres)
- L'architecture rurale française Provence (avec H. Raulin et J. Lacroix), Paris, Berger-Levrault, 1980 (359 p.). (rééd. Éditions À Die, 2001).
- Gilân et Azarbâyjân oriental. Cartes et documents ethnographiques, (avec M. Bazin), Paris, Institut Français d'Iranologie de Téhéran (Bibliothèque Iranienne no 24), Editions Recherches sur les civilisations, 1982 (108 p. + XVI pl. et 42 cartes h.t.).
- Habitat, architecture et société rurale dans la plaine du Gilân (Iran septentrional), Paris, UNESCO, 1986, 123 p. (Traduit en anglais : Habitat, architecture and rural society in the Gilân plain (Northern Iran), Bonn, Ferd Dümmlers Verlag (Bonner Geographische Abhandlungen, Heft 80), 1989, (104 p.), édition en persan, Téhéran, Editions du Centre de Recherches Culturelles, 1992.
- Provence (avec R. Bertrand et J.-P. Ferrier), Paris, Encyclopédies Régionales Christine Bonneton, 1989 (436 p.) (rééd. 2003).
- Le match de football. Ethnologie d'une passion partisane à Marseille, Naples et Turin, Paris, Editions de la Maison des Sciences de l'Homme, 1995 (rééd. 1996, 2001, 2012) (406 p.) (traduit en italien, La partità di calcio, Roma, Editori Riuniti, 1999).
- Passions ordinaires. Du match de football au concours de dictée (éd.), Paris, Bayard (coll. Société), 1998 (544 p.) (rééd. Hachette, 2001).
- Football, la bagatelle la plus sérieuse du monde, Paris, Bayard (coll. Société), 1998 (137 p.) (rééd. Pocket Book Agora, 2004) (traduit en grec).
- Carrières d'objets. Innovations et relances (avec D. Chevallier) (eds.), Paris, Éditions de la Maison des Sciences de l'Homme (224 p.), 1999.
- Limites floues, frontières vives. Des variations culturelles en France et en Europe (avec A. Morel) (eds), Paris, Éditions de la Maison des Sciences de l'Homme, 2001 (386 p .).
- L'anthropologie de la Méditerranée / Anthropology of the Mediterranean (avec D. Albera et A. Blok (eds), Paris, Maisonneuve et Larose, 2001 (756 p.) (trad. en italien).
- Germaine Tillion, une ethnologue dans le siècle (avec T. Todprov), Arles, Actes-Sud, 2002 (96. p.).
- De la châtaigne au carnaval. Relances de traditions dans l’Europe contemporaine (avec D. Chevallier) (eds), Die, À Die, 2003 (140 p.).
- Trichologiques. Une anthropologie des cheveux et des poils, Paris, Bayard, 2010 (256 p.) (réédité sous le titre Les sens du poil, Paris, Creaphis, 2015).
- Un autre Iran. Un ethnologue au Gilân, Paris, Armand Colin, 2013.
- La Méditerranée entre amour et haine, La Tour d’Aigues, Éditions de l’Aube, 2018 (126 p.).
- L’extraordinaire destin de Milda Bulle. Une pasionaria rouge, Paris, Creaphis, 2018 (128 p.).
- Football passion. Anthropologie d'une pratique et d'un spectacle, Paris, Creaphis, 2022.